# Blaues Ordensband

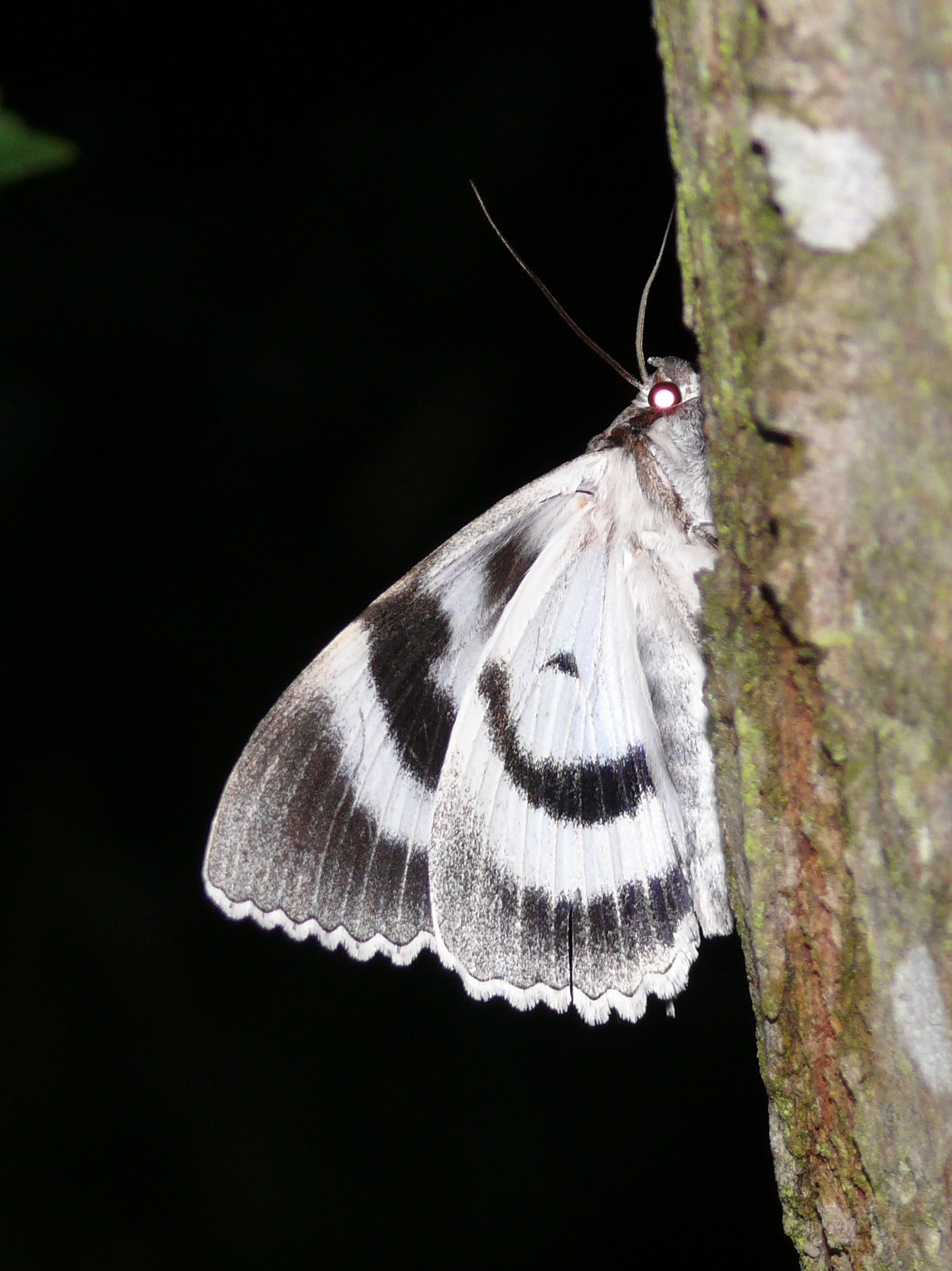
Flügelunterseite von Catocala fraxini

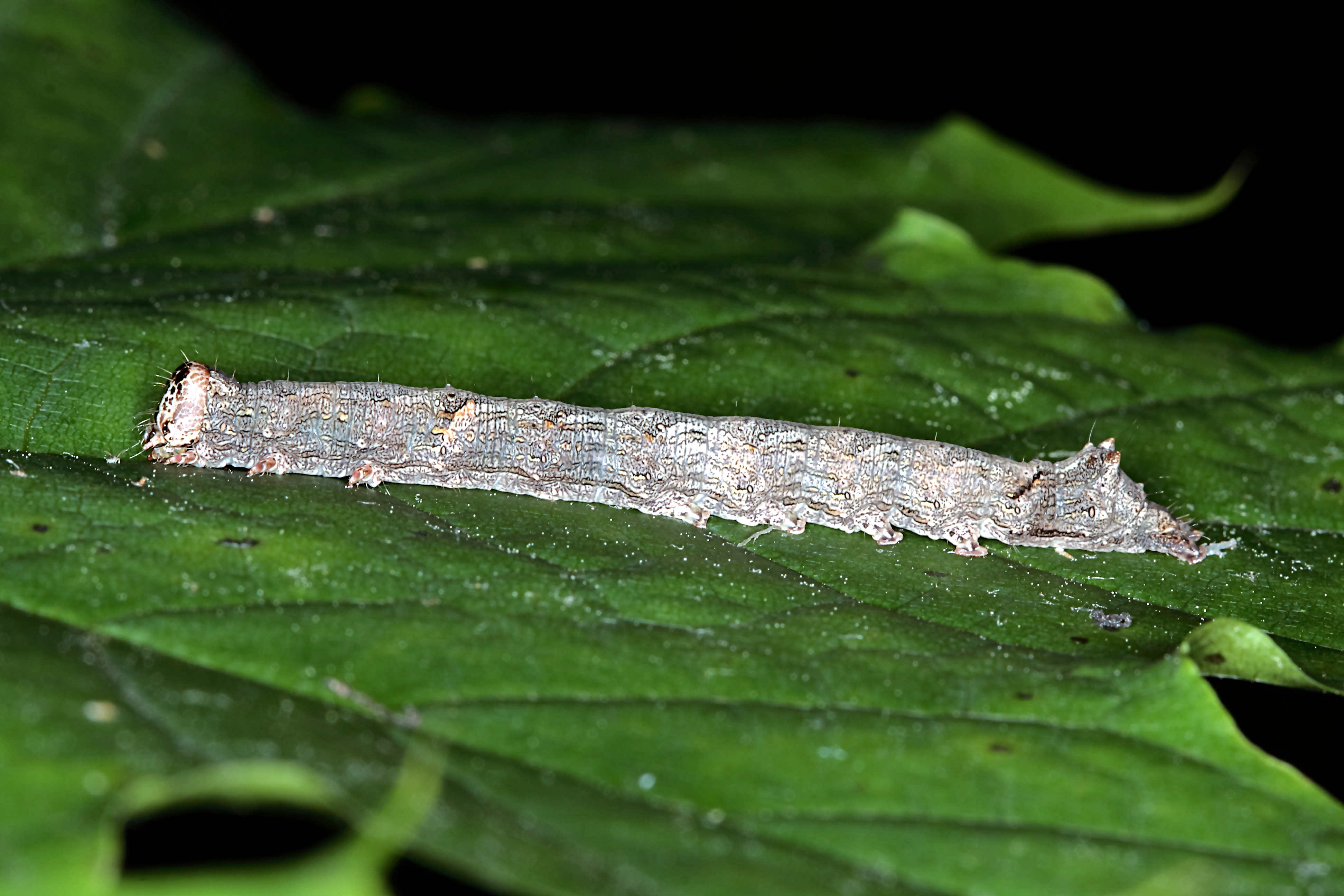
Raupe des Blauen Ordensbandes (Catocala fraxini)

Das Blaue Ordensband (Catocala fraxini) ist ein Schmetterling (Nachtfalter) aus der Familie der Eulenfalter (Erebidae). Es ist eine der größten Arten der Gattung der Ordensbänder (Catocala).

## Merkmale
Die Falter erreichen eine Flügelspannweite von 90 bis 98 mm (100 bis 110 mm). Die Vorderflügel sind hellgrau bis grau oder weißlich braun gefärbt. Die innere und äußere Querlinie sind weiß, schwarz gerandet und stark gezackt. Eine Nierenmakel und ein rhombenförmiger, heller Fleck in dorsaler Position zur Nierenmakel sind konstant vorhanden. Die Wellenlinie ist meist nur angedeutet, etwas dunkler als die Grundfarbe. Im äußeren Bereich des Saumfeldes sitzen schwarze, interneurale Pfeilflecke. Die Fransen sind ebenfalls weiß.
Die Hinterflügel sind dunkelbraun mit einem breiten blauen Band, das ungezackt im Halbkreis vom Vorder- zum Innenrand verläuft. Die Fransen und der äußere Bereich des Saumfeldes sind weiß mit schwarzen interneuralen Pfeilflecken.
Die Unterseiten zeigen eine stark kontrastierende schwarze Querlinie etwa im Bereich der äußeren Querlinie und einen grauen Saumbereich, getrennt durch ein weißes Band. Der Hinterflügel zeigen zusätzlich noch einen schwarzen, halbmondförmigen Diskalfleck. Die Saumlinie ist schwarz, die Fransen weißlichgrau.
Grundfarbe und Zeichnung sind etwas variabel. Die
- ab. moerens zeigt verdunkelte Vorderflügel; ausgenommen sind die äußere Querlinie und der  rhombenförmige, helle Fleck in dorsaler Position zur Nierenmakel
- ab. gaudens ist eine sehr helle Form, bei der die schwarzen Zeichnungselemente fast erloschen sind.

Das Ei ist halbkugelig, an der Basis abgeflacht. Es ist braun gefärbt mit einer gelben Binde unterhalb der Mikropylzone. Die Oberfläche zeigt kräftige Längsrippen, etwa jede 2. Rippe erreicht die Mikropylzone.
Die Raupe ist grau gefärbt und mit feinen, schwarzen Punkten besetzt. Sie werden 65 bis 75 mm lang. Die Rückenlinie ist nur schwach ausgebildet. Eine flache, querverlaufende Erhebung auf dem 8. Segment ist hinten schwarz gerandet. Der Kopf ist relativ groß, hellbraun gefärbt mit einer dunkelbraunen Netzung.
Die dunkelrotbraune Puppe ist relativ schlank und stark blau bereift. Der Kremaster ist relativ kurz und breit und ist mit zwei längeren, gekrümmten Borsten und vielen kürzeren Borsten besetzt.

## Geographische Verbreitung und Lebensraum
Das Verbreitungsgebiet erstreckt sich über fast das gesamte Mittel- und Nordeuropa sowie Teile von Südeuropa. Die Art fehlt weitgehend in Portugal, den Mittelmeerinseln (mit Ausnahme von Korsika), in Griechenland, in Nordschottland, in Nordskandinavien und in Nord- und in Südrussland. Das Verbreitungsgebiet erstreckt sich außerhalb Europas bis in den Norden der Türkei, nach Sibirien und bis in den Fernen Osten (Russischer Ferner Osten, Korea, Japan). In Österreich ist die Art in allen Bundesländern nachgewiesen; mäßig häufig bis selten auftretend.
Man findet diese Art an den Rändern von Laubmischwäldern, an Flussufern und Alleen. Seltener sind die Falter auch in alten, verwilderten Gärten und Parkanlagen zu finden. Im Gebirge findet man diese Art nur bis zur Laubwaldgrenze.

## Lebensweise
Das Blaue Ordensband ist univoltin, d. h., es wird nur eine Generation pro Jahr ausgebildet. Die nachtaktiven Falter fliegen von Mitte Juli bis Mitte Oktober. Die Falter trinken mittels ihres Saugrüssels gelegentlich Baumsäfte oder an Obst und können – wie alle Ordensbandarten –- leicht geködert werden. Die Falter ruhen tagsüber auf Baumstämmen und sind durch die unruhige Zeichnung der Flügeloberseite gut getarnt, denn die Hinterflügel bleiben in der Ruhestellung verdeckt. Nachts werden gelegentlich künstliche Lichtquellen angeflogen und die Falter setzen sich dann in der Nähe nieder. Aus den überwinternden Eiern schlüpfen im Mai die Raupen. Die Raupen fressen besonders die Blätter von Espe (Populus tremula), seltener auch die Blätter von Eschen (Fraxinus), Eichen (Quercus), Birken (Betula), Buchen (Fagus), Ahorne (Acer), Ulmen (Ulmus), Linden (Tilia) und Erlen (Alnus) sowie Echte Trauerweide (Salix babylonica). Sie bewegen sich spannerartig und ruhen tagsüber dicht an die Rinde ihrer Nahrungsbäume geschmiegt. Sie verpuppen sich bereits im Juni in einem leichten Gespinst zwischen Blättern. Die Art überwintert im Eistadium.

## Gefährdung
Das Blaue Ordensband ist in den Roten Listen der Bundesrepublik Deutschland eine Art der Vorwarnstufe, d. h., die Art könnte in Zukunft durch die weitere Zerstörung ihrer Lebensräume gefährdet werden. Allerdings ist die Situation in Deutschland sehr unterschiedlich. In Nordrhein-Westfalen und Niedersachsen ist die Art vom Aussterben bedroht (Kategorie 1), in Hamburg und Rheinland-Pfalz ist sie stark gefährdet (Kategorie 2) und in Mecklenburg-Vorpommern, im Saarland und in Sachsen-Anhalt gilt die Art als gefährdet (Kategorie 3).
In Österreich, wo das Blaue Ordensband die größte heimische Eule ist, ist es mäßig häufig bis selten, durchwegs geschützt und – gesamtösterreichisch – als gefährdet, in manchen Bundesländern (Niederösterreich, Burgenland) jedoch als nicht gefährdet ausgewiesen.